# Saison 2019 de l'Alliance American Football
La saison 2019 de l'Alliance of American Football est la 1re et seule saison de l'histoire de l'Alliance of American Football (AAF).
Cette compétition professionnelle de football américain devait se dérouler du 9 février 2019 au 27 avril 2019.
Quatre équipes auraient dû être qualifiées pour les séries éliminatoires (deux demi-finales).
Les vainqueurs devaient initialement se rencontrer le 27 avril 2019 au Sam Boyd Stadium de Las Vegas mais la finale a été déplacée avantla fin de la saison au Ford Center at The Star (en) à Frisco dans le Texas.
Le 2 avril 2019, plusieurs sources signalent que Thomas Dundon (en), propriétaire de l'AAF, allait, contre la volonté des fondateurs de la ligue, suspendre les activités de l'AAF comme il l'avait déclaré la semaine précédente,. Deux jours plus tard, la ligue permet aux joueurs de résilier leurs contrats pour signer avec les franchises de la NFL ce qui met fin prématurément à la saison, la ligue étant déclarée en faillite le 17 avril 2019.
Au stade de la compétition, les Apollos d'Orlando (en) avec un bilan de 7 victoires pour une seule défaite, occupaient la tête du championnat.

## Saison régulière
| Home\Away | ATL     | BIR     | MEM     | ORL     |         | ARI     | SLK     | SAN     | SDI     |
| ATL       |         | 12 - 28 | 23 - 20 | 6 - 36  |         | 7 avr.  | 6 - 37  |         |         |
| BIR       | 17 - 9  |         | 26-0    | 14 - 31 |         | 12-09   | 11-12   |         |         |
| MEM       | 14 avr. | 31 - 25 |         | 31 - 34 | 18 - 20 |         |         | 26 - 23 |         |
| ORL       | 40 - 06 | 14 avr. | 21 - 17 |         | 17 - 22 |         |         | 7 avr.  |         |
|           |         |         |         |         |         |         |         |         |         |
| ARI       | 11 - 37 | 8 avr.  |         |         |         |         | 38 - 22 | 25 - 29 | 32 - 15 |
| SLK       |         |         | 22 - 9  | 11 - 37 | 23 - 15 |         | 13 avr. | 8 - 3   |         |
| SAN       |         |         | 6 avr.  | 29 - 37 | 6 - 23  | 19 - 15 |         | 15 - 06 |         |
| SDI       | 24 - 12 | 29 - 32 |         |         | 15 avr. | 27 - 25 | 31 - 11 |         |         |

## Équipes

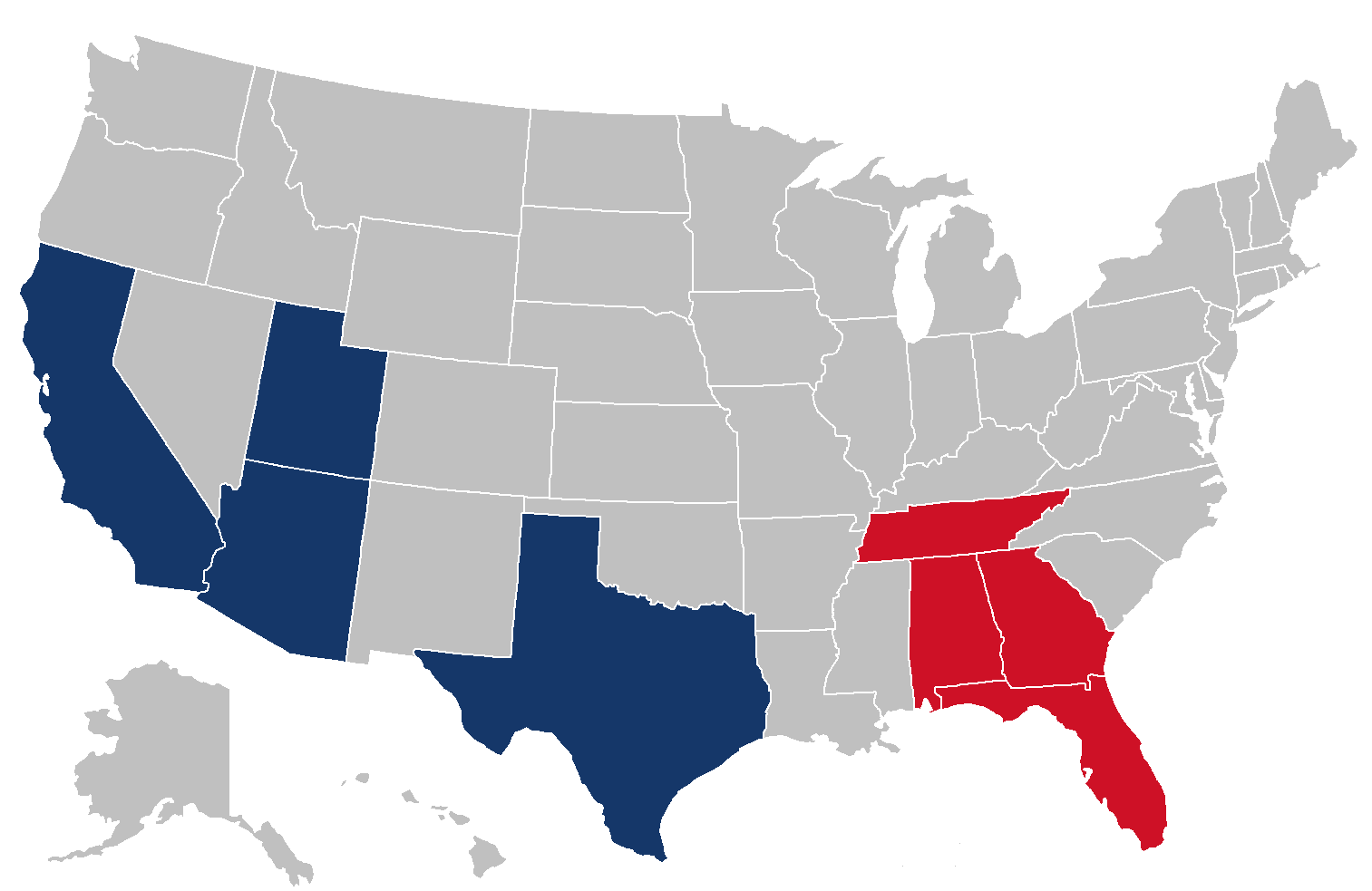
Conférence Est
Conference Ouest

| Club                                  | Ville                               | Stade                               | Capacité                            | 1re saison                          | Entraîneur                          |                                     |                                     |
| Conférence Est (Eastern Conference)   | Conférence Est (Eastern Conference) | Conférence Est (Eastern Conference) | Conférence Est (Eastern Conference) | Conférence Est (Eastern Conference) | Conférence Est (Eastern Conference) | Conférence Est (Eastern Conference) | Conférence Est (Eastern Conference) |
| ------------------------------------- | ----------------------------------- | ----------------------------------- | ----------------------------------- | ----------------------------------- | ----------------------------------- | ----------------------------------- | ----------------------------------- |
| Legends d'Atlanta                     | Atlanta, Géorgie                    | Georgia State Stadium               | 24 333                              | 2019                                | Kevin Coyle (en)                    |                                     |                                     |
| Iron de Birmingham (en)               | Birmingham, Alabama                 | Legion Field                        | 71 594                              | 2019                                | Tim Lewis (en)                      |                                     |                                     |
| Express de Memphis (en)               | Memphis, Tennessee                  | Liberty Bowl Memorial Stadium       | 58 325                              | 2019                                | Mike Singletary                     |                                     |                                     |
| Apollos d'Orlando (en)                | Orlando, Floride                    | Spectrum Stadium                    | 44 206                              | 2019                                | Steve Spurrier (en)                 |                                     |                                     |
| Conférence Ouest (Western Conference) |                                     |                                     |                                     |                                     |                                     |                                     |                                     |
| Hotshots de l'Arizona (en)            | Tempe, Arizona                      | Sun Devil Stadium                   | 57 078                              | 2019                                | Rick Neuheisel (en)                 |                                     |                                     |
| Stallions de Salt lake (en)           | Salt Lake City, Utah                | Rice-Eccles Stadium                 | 45 807                              | 2019                                | Dennis Erickson (en)                |                                     |                                     |
| Commanders de San Antonio             | San Antonio, Texas                  | Alamodome                           | 64 000                              | 2019                                | Mike Riley (en)                     |                                     |                                     |
| Fleet de San Diego                    | San Diego, Californie               | SDCCU Stadium                       | 70 561                              | 2019                                | Mike Martz (en)                     |                                     |                                     |

## Classement de la saison régulière
| Légende |                                        |
| c       | Champion de conférence                 |
| q       | Qualifié pour les séries éliminatoires |

| Place | Club                        | V | D | N | Pct   | PM  | PE  | ≠    |
| ----- | --------------------------- | - | - | - | ----- | --- | --- | ---- |
| 1     | (c) Apollos d'Orlando (en)  | 7 | 1 | 0 | 0.875 | 236 | 136 | +100 |
| 2     | (q) Iron de Birmingham (en) | 5 | 3 | 0 | 0.625 | 165 | 133 | +032 |
| 3     | Express de Memphis (en)     | 2 | 6 | 0 | 0.250 | 152 | 194 | -042 |
| 4     | Legends d'Atlanta           | 2 | 6 | 0 | 0.250 | 88  | 213 | -125 |

| Place | Club                        | V | D | N | Pct   | PM  | PE  | ≠   |
| ----- | --------------------------- | - | - | - | ----- | --- | --- | --- |
| 1     | Hotshots de l'Arizona (en)  | 5 | 3 | 0 | 0.625 | 186 | 144 | +40 |
| 2     | Commanders de San Antonio   | 5 | 3 | 0 | 0.625 | 158 | 150 | +08 |
| 3     | Fleet de San Diego          | 3 | 5 | 0 | 0.375 | 158 | 161 | -03 |
| 4     | Stallions de Salt Lake (en) | 3 | 5 | 0 | 0.375 | 135 | 143 | -08 |

## Les assistances aux matchs
Source : , mise à jour au 1er avril 2019.
| Rang     | Équipes                   | Semaines | Semaines | Semaines | Semaines | Semaines | Semaines | Semaines | Semaines | Semaines | Semaines | Total   | Moy.   |
| -------- | ------------------------- | -------- | -------- | -------- | -------- | -------- | -------- | -------- | -------- | -------- | -------- | ------- | ------ |
| Rang     | Équipes                   | 1        | 2        | 3        | 4        | 5        | 6        | 7        | 8        | 9        | 10       | Total   | Moy.   |
| 1        | Commanders de San Antonio | 27 857   | 29 176   | -        | -        | -        | -        | 30 345   | 23 504   |          |          | 110 882 | 27 721 |
| 2        | Apollos d'Orlando         | 20 191   | -        | 20 394   | -        | -        | 18 358   | -        | -        |          |          | 58 943  | 19 648 |
| 3        | Iron de Birmingham        | 17 039   | 17 319   | -        | 6 539    | 13 310   | -        | -        | 17 328   |          |          | 71 535  | 14 307 |
| 4        | Express de Memphis        | -        | 11 980   | -        | 13 621   | -        | -        | 13 758   | 12 417   |          |          | 51 776  | 12 944 |
| 5        | Hotshots de l'Arizona     | 11 751   | -        | -        | 8 865    | 9 351    | -        | 9 760    | -        |          |          | 39 727  | 9 932  |
| 6        | Fleet de San Diego        | -        | 20 019   | 14 789   | -        | 20 823   | 20 986   | -        | -        |          |          | 76 617  | 19 154 |
| 7        | Legends d'Atlanta         | -        | -        | 10 717   | -        | 10 829   | 10 619   | 11 416   | -        |          |          | 43 581  | 10 895 |
| 8        | Stallions de Salt Lake    | -        | -        | 10 412   | 9 302    | -        | 8 150    | -        | 8 405    |          |          | 36 269  | 9 067  |
| Totaux   | Totaux                    | 76 838   | 78 494   | 56 312   | 38 327   | 54 313   | 58 113   | 65 279   | 61 654   |          |          | 489 330 | -      |
| Moyennes | Moyennes                  | 19 210   | 19 624   | 14 078   | 9 582    | 13 578   | 14 528   | 16 320   | 15 414   |          |          | -       | 15 292 |

## Joueurs de la semaine
| Semaine | Attaque             | Attaque | Attaque                   | Défense         | Défense | Défense                | Équipes spéciales | Équipes spéciales | Équipes spéciales         | Réf.   |
| ------- | ------------------- | ------- | ------------------------- | --------------- | ------- | ---------------------- | ----------------- | ----------------- | ------------------------- | ------ |
| Semaine | Joueur              | Pos.    | Équipe                    | Joueur          | Pos.    | Équipe                 | Joueur            | Pos.              | Équipe                    | Réf.   |
| 1       | John Wolford        | QB      | Hotshots de l'Arizona     | Terence Garvin  | LB      | Apollos d'Orlando      | Nick Novak        | K                 | Iron de Birmingham        | [ 8 ]  |
| 2       | Garrett Gilbert     | QB      | Apollos d'Orlando         | Keith Reaser    | CB      | Apollos d'Orlando      | Jamar Summers     | CB                | Iron de Birmingham        | [ 9 ]  |
| 3       | Ja'Quan Gardner     | RB      | Fleet de San Diego        | A. J. Tarpley   | LB      | Fleet de San Diego     | Colton Schmidt    | P                 | Iron de Birmingham        | [ 10 ] |
| 4       | Kenneth Farrow      | RB      | Commanders de San Antonio | Drew Jackson    | LB      | Express de Memphis     | Austin MacGinnis  | K                 | Express de Memphis        | [ 11 ] |
| 5       | Logan Woodside      | QB      | Commanders de San Antonio | Kameron Kelly   | CB      | Fleet de San Diego     | Younghoe Koo      | K                 | Legends d'Atlanta         | [ 12 ] |
| 6       | L'Damian Washington | WR      | Iron de Birmingham        | Karter Schult   | DE      | Stallions de Salt Lake | Greg Ward Jr.     | PR                | Commanders de San Antonio | [ 13 ] |
| 7       | John Wolford        | QB      | Hotshots de l'Arizona     | DeMarques Gates | OLB     | Express de Memphis     | Joseph Zema       | P                 | Commanders de San Antonio | [ 14 ] |